# كاتدرائية النبي إلياس
كاتدرائية النبي إلياس واحدة من كاتدرائيات مدينة حلب، وهي مقر أبرشية الروم الأرثوذكس في حلب وألكسندريتا.